# Management (czasopismo)
Management – periodyk prezentujący publikacje naukowe z zakresu nowoczesnego zarządzania. 

## Opis
Czasopismo wydawane jest od 1997 roku. W każdym roku ukazują się dwa numery w języku angielskim. Publikowane artykuły dotyczą przede wszystkim zarządzania strategicznego, marketingu w tym marketingu regionalnego, zarządzania zasobami ludzkimi, zarządzania zmianami, finansami, produkcją i środowiskiem czy też rozwijania innowacyjności pracowników. Pojawiają się również prace na temat zastosowań informatyki w zarządzaniu.
Redakcja mieści się na Wydziale Ekonomii i Zarządzania Uniwersytetu Zielonogórskiego.
Redakcja współpracuje z krajowymi jak i również zagranicznymi ośrodkami naukowymi. Wśród tych ośrodków są między innymi:
- Uniwersytet Ekonomiczny w Poznaniu
- Politechnika Wrocławska
- Uniwersytet Ekonomiczny we Wrocławiu
- Akademia Ekonomiczna w Katowicach
- Politechnika Śląska w Zabrzu
- Wałbrzyska Wyższa Szkoła Zarządzania i Przedsiębiorczości
- Uniwersytet Techniczny w Delfcie
- Manchester Metropolitan University
- Ukrainian Academy of Public Administration of the President of Ukraine
- University of Sheffield
- Universidad de Oviedo, Escuela de Ingenieros de Minas
- INSPEC Acquisitions Section, Stevenage
- Technische Universitaet Ilmenau

Redaktorem naczelnym czasopisma jest prof. dr hab. inż. Janina Stankiewicz.